# سید کرامت‌الله ملک‌حسینی
سید کرامت‌الله ملک‌حسینی (زادهٔ ۳ مهر ۱۳۰۳ – درگذشته ۱۲ آبان ۱۳۹۱)، مجتهد و فقیه شیعی بود که نمایندگی ولی فقیه درکهگیلویه و بویر احمد و نمایندگی مجلس خبرگان رهبری در دوره چهارم را برعهده داشت.

## زندگی
سید کرامت‌الله ملک‌حسینی در سال ۱۳۰۳ در روستای گوشۀ شاهزاده قاسم از توابع شهرستان بویراحمد به دنیا آمد. پدرش سیدصدرالدین ملک‌حسینی از روحانیون سرشناس بویراحمد بود. ملک‌حسینی پس از استقرار در محله تل خسرو شهر یاسوج در دبستان ۵ کلاسه تازه تأسیس مشغول تحصیل شد و پس از اتمام کلاس پنجم در سال ۱۳۱۵ برای ادامه تحصیل به شیراز رفت و پس از موفقیت در امتحان نهایی با رتبه شاگرد ممتاز وارد کلاس اول متوسطه شد.

### تحصیل در حوزه علمیه
ملک‌حسینی در سال ۱۳۱۹ بر اساس علاقه ای که به علوم دینی داشت وارد حوزه شد و دروس حوزوی را نزد پدرش و برخی را نزد عمویش که در ادبیات عرب توانمند و خبره بود فرا گرفت. سپس به شیراز رفته و به تدریس طلاب علوم دین در مدرسه خان پرداخت. وی از مبارزان فعال در برابر پهلوی بود و اندکی قبل از انقلاب در یاسوج حضور یافت.

## استادان
از استادان وی در شیراز پدرش سیدصدرالدین ملک‌حسینی، میرزا احمددارابی و در حوزه علمیه قم سید روح‌الله خمینی، سیدحسین طباطبایی بروجردی، سید محمد حسین طباطبایی ،سید محمدتقی خوانساری، سید محمد حجت کوه کمری و سید محمد محقق داماد بوده‌اند.

## مبارزات
ملک‌حسینی از سال ۱۳۴۱ و پس از اعلام مخالفت روح‌الله خمینی با اتنخابات انجمن‌های ایالتی و ولایتی به صف انقلابیون پیوست. وی که یکی از مضروبان حادثه حمله به مدرسه فیضیه قم بود به موجب اسناد به‌دست آمده از ساواک، از جمله خطرناک‌ترین شاگردان خمینی و از افراطی‌ترین روحانیون تحت مراقبت بود.
تعقیب مداوم و لحظه به لحظه در مسافرت‌ها و بازدیدها به‌خصوص هنگام ورود به عرصه ایلات و عشایر، تعرض‌های مکرر به مدارس و بیت وی، متواری بودن هفت‌ماهه، احضار و بازداشت و بازجوئی‌های سخت‌گیرانه، تعطیل کردن مدرسه علمیه و حوزه تدریس توسط رژیم همگی نمونه‌ای از سوابق مبارزاتی اوست. در چند ماهه آخر حیات رژیم در تجمعی که به دعوت ایشان و با حضور گسترده مردم در مسجد حبیب شیراز صورت گرفت در حین سخنرانی تند و انقلابی او با یورش عمال حکومت از زمین و هوا که منجر به کشته و مجروح شدن چندین نفر شد به زندان عادل آباد منتقل شد که پس از بروز واکنش شدید و اعلان جنگ عشایر بویراحمد به حکومت و اعتراضات آنها از زندان آزاد شد. پس از آزادی برای تسریع در روند شکل‌گیری مبارزات مردم به یاسوج آمد و به هدایت و پیگیری تظاهرات پرداخت.

## پس از انقلاب
شش ماه پس از پیروزی انقلاب اسلامی روح الله خمینی طی حکمی وی را مؤظف به تشکیل دادگاه و اجرای حکم شرع و ایجاد آرامش و امنیت به هرنحو که صلاح بداند و جلوگیری از اختلاف و تفرقه و ارشاد مردم و خنثی نمودن توطئه‌های دشمنان اسلام کرد. ملک‌حسینی از آن هنگام تا زمان درگذشتش نماینده مجلس خبرگان رهبری از استان کهگیلویه و بویراحمد در دوره چهارم و نماینده ولی فقیه در آن استان بود. که پس از درگذشتش به‌جای او فرزندش سید شرف‌الدین ملک‌حسینی در هر دو جایگاه انتخاب شد. او مورد وثوق سید روح‌الله خمینی بود. علی ملک‌حسینی داماد ایشان می‌باشد.

## شاگردان
- سید علی اصغر حسینی
- سید شرف‌الدین ملک‌حسینی
- محمد حسن مفضل جهرمی
- سید علی محمد بزرگواری[۷]
- محمد رضا قبادی آدینه‌وند
- شیخ قادر حیدری فسائی
- شیخ مصطفی زمانی
- شیخ ابوطالب عابدی جهرمی
- سید محمد رضا موسوی ارسنجانی
- شیخ ماندنی احمدی گناوه ای
- شیخ یوسف سلمان زاده برازجانی
- شیخ خدامراد راجی ابرقویی
- سید قنبر

## تألیفات
تقریرات فقه و اصول سید روح‌الله خمینی چاپ نشده
رسالتان قاعده لاضرر التعارض بین الأدله ار تقریرات سید روح‌الله خمینی که در ۲۱۲ صفحه به زبان عربی چاپ شده است.

## درگذشت
ملک‌حسینی سرانجام در ۱۲ آبان ۱۳۹۱ هجری شمسی در بیمارستان نمازی شیراز درگذشت و پس از تشییع در یاسوج و زادگاهش، در جوار جدش امامزاده قاسم در گوشه به خاک سپرده شد.